# Armand Gauthier
Pour les articles homonymes, voir Gauthier.
Elzéar Gauthier, plus communément appelé Armand Gauthier de l'Aude, né à Fitou dans l'Aude le 28 septembre 1850 et mort à Paris le 10 mai 1926, est un homme politique français.

## Biographie
Après avoir été élève au lycée impérial de Carcassonne, où il a pour condisciple le futur maréchal Joffre, il fait des études de médecine à Montpellier et s'installe à Sigean. En 1881, il est élu maire de Sigean, fonctions qu'il occupe à plusieurs reprises. Il se fait connaître pour son dévouement auprès des populations d'origine espagnole lors de l'épidémie de choléra de 1885.
En 1886, il est élu  au Conseil général de l'Aude, où il représente le canton de Sigean pendant 40 ans. Il occupe la présidence de cette assemblée de 1901 à 1902, de 1905 à 1906 et de 1908 à 1921. En 1894, il est élu sénateur de l'Aude, fonction qu'il occupe jusqu'en 1926. Il est rapporteur de la commission des finances et du budget et prend une part active à la création de l'impôt sur le revenu. Il siège dans le groupe de la Gauche démocratique aux côtés de Louis Barthou, Raymond Poincaré, Maurice Rouvier, Joseph Caillaux.
Il vote la loi de 1901 sur les associations et la loi de 1905 sur la séparation des églises et de l'État. Il fait alors partie du Ministère Rouvier en qualité de ministre des Travaux Publics. Il est ensuite ministre de la Marine dans le premier cabinet Doumergue, du 20 mars au 3 juin 1914, puis de nouveau dans le premier cabinet Viviani, du 13 juin au 3 août 1914, jour de la déclaration de guerre de l'Allemagne à la France, date à laquelle il donne sa démission.

### Publications
La Réforme Fiscale Par l'Impôt sur le Revenu, Alcan, Paris, 1908